# Pierbach
Pierbach è un comune austriaco di 1 000 abitanti nel distretto di Freistadt, in Alta Austria.